# Coppa panamericana femminile under 19 di pallavolo 2022
La Coppa panamericana femminile under 19 di pallavolo 2022 si è svolta dal 18 al 23 luglio 2022 a Tulsa, negli Stati Uniti d'America: al torneo hanno partecipato otto squadre nazionali under 19 nordamericane e sudamericane e la vittoria finale è andata per la prima volta agli Stati Uniti.

## Impianti
|                                                                                   |  |  |
|                                                                                   |  |  |
| Cox Business Convention Center Città: Tulsa Capienza: 7 000 Anno d'apertura: 1964 |  |  |

## Regolamento

### Formula
Le squadre hanno disputato una prima fase a gironi con formula del girone all'italiana; al termine della prima fase:
- Le prime tre classificate di ogni girone hanno avuto accesso alla fase finale per il primo posto, strutturata in quarti di finale, a cui hanno partecipato solo le seconde e le terze classificate, semifinali, finale per il terzo posto e finale.
- Le due squadre eliminate ai quarti di finale e le due quarte classificate hanno avuto accesso alla fase finale per il quinto posto, strutturata in semifinali, finale per il settimo posto e finale per il quinto posto.

### Criteri di classifica
Se il risultato finale è stato di 3-0 sono stati assegnati 5 punti alla squadra vincente e 0 a quella sconfitta, se il risultato finale è stato di 3-1 sono stati assegnati 4 punti alla squadra vincente e 1 a quella sconfitta, se il risultato finale è stato di 3-2 sono stati assegnati 3 punti alla squadra vincente e 2 a quella sconfitta.
L'ordine del posizionamento in classifica è stato definito in base a:
- Numero di partite vinte;
- Punti;
- Ratio dei punti realizzati/subiti;
- Ratio dei set vinti/persi;
- Risultati degli scontri diretti;
- Classifica avulsa.

## Squadre partecipanti
| Squadra         | Qualificazione      | Ultima partecipazione |
| --------------- | ------------------- | --------------------- |
| Brasile         | -                   | Guatemala 2013        |
| Canada          | -                   | Debutto               |
| Costa Rica      | -                   | Cuba 2017             |
| Messico         | -                   | Perù 2019             |
| Perù            | -                   | Perù 2019             |
| Porto Rico      | -                   | Perù 2019             |
| Rep. Dominicana | -                   | Perù 2019             |
| Stati Uniti     | Paese organizzatore | Debutto               |

## Torneo

### Fase a gironi
| Girone A        | Girone B    |
| --------------- | ----------- |
| Brasile         | Canada      |
| Costa Rica      | Messico     |
| Porto Rico      | Perù        |
| Rep. Dominicana | Stati Uniti |

#### Girone A

##### Risultati
| 18 luglio 2022 Cox Business Convention Center, Tulsa Durata: 0h:56 - Spettatori: 500   | Rep. Dominicana | 3 - 0 | Costa Rica | 25-10, 25-6, 25-11         |
| 18 luglio 2022 Cox Business Convention Center, Tulsa Durata: 1h:47 - Spettatori: 1 000 | Porto Rico      | 1 - 3 | Brasile    | 25-19, 18-25, 17-25, 21-25 |
| 19 luglio 2022 Cox Business Convention Center, Tulsa Durata: 1h:02 - Spettatori: 400   | Porto Rico      | 3 - 0 | Costa Rica | 25-9, 25-14, 25-5          |
| 19 luglio 2022 Cox Business Convention Center, Tulsa Durata: 1h:24 - Spettatori: 800   | Rep. Dominicana | 0 - 3 | Brasile    | 22-25, 20-25, 20-25        |
| 20 luglio 2022 Cox Business Convention Center, Tulsa Durata: 1h:09 - Spettatori: 112   | Brasile         | 3 - 0 | Costa Rica | 25-6, 25-8, 25-12          |
| 20 luglio 2022 Cox Business Convention Center, Tulsa Durata: 1h:14 - Spettatori: 300   | Rep. Dominicana | 3 - 0 | Porto Rico | 25-20, 25-17, 25-22        |

##### Classifica
| Pos | Squadra         | Pt | G | V | P | SV | SP | Ratio | PF  | PS  | Ratio |
| --- | --------------- | -- | - | - | - | -- | -- | ----- | --- | --- | ----- |
| 1   | Brasile         | 14 | 3 | 3 | 0 | 9  | 1  | 9,000 | 244 | 169 | 1,443 |
| 2   | Rep. Dominicana | 10 | 3 | 2 | 1 | 6  | 3  | 2,000 | 212 | 161 | 1,316 |
| 3   | Porto Rico      | 6  | 3 | 1 | 2 | 4  | 6  | 0,666 | 215 | 197 | 1,091 |
| 4   | Costa Rica      | 0  | 3 | 0 | 3 | 0  | 9  | 0,000 | 81  | 225 | 0,360 |

#### Girone B

##### Risultati
| 18 luglio 2022 Cox Business Convention Center, Tulsa Durata: 1h:43 - Spettatori: 150   | Perù        | 1 - 3 | Canada  | 23-25, 13-25, 25-18, 20-25 |
| 18 luglio 2022 Cox Business Convention Center, Tulsa Durata: 1h:06 - Spettatori: 3 048 | Stati Uniti | 3 - 0 | Messico | 25-11, 25-14, 25-12        |
| 19 luglio 2022 Cox Business Convention Center, Tulsa Durata: 1h:41 - Spettatori: 89    | Perù        | 1 - 3 | Messico | 16-25, 25-21, 17-25, 15-25 |
| 19 luglio 2022 Cox Business Convention Center, Tulsa Durata: 1h:01 - Spettatori: 486   | Stati Uniti | 3 - 0 | Canada  | 25-6, 25-9, 25-11          |
| 20 luglio 2022 Cox Business Convention Center, Tulsa Durata: 1h:15 - Spettatori: 200   | Canada      | 0 - 3 | Messico | 20-25, 17-25, 24-26        |
| 20 luglio 2022 Cox Business Convention Center, Tulsa Durata: 1h:04 - Spettatori: 350   | Stati Uniti | 3 - 0 | Perù    | 25-12, 25-11, 25-15        |

##### Classifica
| Pos | Squadra     | Pt | G | V | P | SV | SP | Ratio | PF  | PS  | Ratio |
| --- | ----------- | -- | - | - | - | -- | -- | ----- | --- | --- | ----- |
| 1   | Stati Uniti | 15 | 3 | 3 | 0 | 9  | 0  | MAX   | 225 | 101 | 2,227 |
| 2   | Messico     | 9  | 3 | 2 | 1 | 6  | 4  | 1,500 | 209 | 209 | 1,000 |
| 3   | Canada      | 4  | 3 | 1 | 2 | 3  | 7  | 0,428 | 180 | 232 | 0,775 |
| 4   | Perù        | 2  | 3 | 0 | 3 | 2  | 9  | 0,222 | 192 | 264 | 0,727 |

### Fase finale
|  | Quarti | Quarti          | Quarti |  |  | Semifinali | Semifinali      | Semifinali |  |                 | Finale          | Finale          | Finale |
|  |        |                 |        |  |  |            |                 |            |  |                 |                 |                 |        |
|  |        |                 |        |  |  | 1A         | Brasile         | 3          |  |                 |                 |                 |        |
|  |        |                 |        |  |  | 1A         | Brasile         | 3          |  |                 |                 |                 |        |
|  |        |                 |        |  |  | 3A         | Porto Rico      | 2          |  |                 |                 |                 |        |
|  | 2B     | Messico         | 1      |  |  | 3A         | Porto Rico      | 2          |  |                 |                 |                 |        |
|  | 2B     | Messico         | 1      |  |  |            |                 |            |  |                 |                 |                 |        |
|  | 3A     | Porto Rico      | 3      |  |  |            |                 |            |  |                 |                 |                 |        |
|  | 3A     | Porto Rico      | 3      |  |  |            |                 |            |  | 1A              | Brasile         | 0               |        |
|  |        |                 |        |  |  |            |                 |            |  | 1A              | Brasile         | 0               |        |
|  |        |                 |        |  |  |            |                 |            |  |                 | 1B              | Stati Uniti     | 3      |
|  |        |                 |        |  |  |            |                 |            |  |                 | 1B              | Stati Uniti     | 3      |
|  |        |                 |        |  |  |            |                 |            |  |                 |                 |                 |        |
|  |        |                 |        |  |  |            |                 |            |  |                 |                 |                 |        |
|  |        |                 |        |  |  | 1B         | Stati Uniti     | 3          |  | Finale 3° posto | Finale 3° posto | Finale 3° posto |        |
|  |        |                 |        |  |  | 1B         | Stati Uniti     | 3          |  |                 |                 |                 |        |
|  |        |                 |        |  |  | 2A         | Rep. Dominicana | 0          |  |                 | 2A              | Rep. Dominicana | 3      |
|  | 2A     | Rep. Dominicana | 3      |  |  |            | Rep. Dominicana | 0          |  |                 | 2A              | Rep. Dominicana | 3      |
|  | 2A     | Rep. Dominicana | 3      |  |  |            |                 |            |  | 3A              | Porto Rico      | 1               |        |
|  | 3B     | Canada          | 1      |  |  |            |                 |            |  |                 | Porto Rico      | 1               |        |
|  | 3B     | Canada          | 1      |  |  |            |                 |            |  |                 |                 |                 |        |

#### Quarti di finale
| 21 luglio 2022 Cox Business Convention Center, Tulsa Durata: 1h:52 - Spettatori: 200 | Messico         | 1 - 3 | Porto Rico | 25-20, 25-27, 20-25, 21-25 |
| 21 luglio 2022 Cox Business Convention Center, Tulsa Durata: 1h:34 - Spettatori: 512 | Rep. Dominicana | 3 - 1 | Canada     | 23-25, 25-12, 25-12, 26-24 |

#### Semifinali
| 22 luglio 2022 Cox Business Convention Center, Tulsa Durata: 2h:06 - Spettatori: 925  | Brasile     | 3 - 2 | Porto Rico      | 19-25, 25-21, 25-15, 18-25, 15-8 |
| 22 luglio 2022 Cox Business Convention Center, Tulsa Durata: 1h:11 - Spettatori: 1 00 | Stati Uniti | 3 - 0 | Rep. Dominicana | 25-13, 25-22, 25-15              |

#### Finale 3º posto
| 23 luglio 2022 Cox Business Convention Center, Tulsa Durata: 2h:10 - Spettatori: 500 | Rep. Dominicana | 3 - 1 | Porto Rico | 28-26, 22-25, 25-22, 32-30 |

#### Finale
| 23 luglio 2022 Cox Business Convention Center, Tulsa Durata: 1h:11 - Spettatori: 684 | Stati Uniti | 3 - 0 | Brasile | 25-15, 25-14, 25-17 |

### Finali 5º posto
|  | Semifinali | Semifinali | Semifinali |        |         | Finale 5º posto | Finale 5º posto | Finale 5º posto |  |
|  |            |            |            |        |         |                 |                 |                 |  |
|  | Perù       | Perù       | 0          |        |         |                 |                 |                 |  |
|  | Perù       | Perù       | 0          |        |         |                 |                 |                 |  |
|  | Messico    | Messico    | 3          |        |         |                 |                 |                 |  |
|  | Messico    | Messico    | 3          |        | Messico | Messico         | 3               |                 |  |
|  |            |            |            |        | Messico | Messico         | 3               |                 |  |
|  |            |            | Canada     | Canada | 0       |                 |                 |                 |  |
|  | Costa Rica | Costa Rica | Canada     | Canada | 0       | 0               |                 |                 |  |
|  | Costa Rica | Costa Rica |            |        |         | 0               |                 |                 |  |
|  | Canada     | Canada     | 3          |        |         | Finale 7º posto | Finale 7º posto | Finale 7º posto |  |
|  | Canada     | Canada     | 3          |        |         |                 |                 |                 |  |
|  |            |            |            |        |         |                 |                 |                 |  |
|  |            |            |            |        |         | Perù            | Perù            | 3               |  |
|  |            |            |            |        |         | Perù            | Perù            | 3               |  |
|  |            |            |            |        |         | Costa Rica      | Costa Rica      | 0               |  |

#### Semifinali
| 22 luglio 2022 Cox Business Convention Center, Tulsa Durata: 1h:16 - Spettatori: 150 | Perù       | 0 - 3 | Messico | 16-25, 18-25, 21-25 |
| 22 luglio 2022 Cox Business Convention Center, Tulsa Durata: 1h:25 - Spettatori: 300 | Costa Rica | 0 - 3 | Canada  | 25-27, 23-25, 22-25 |

#### Finale 7º posto
| 23 luglio 2022 Cox Business Convention Center, Tulsa Durata: 1h:26 - Spettatori: 150 | Perù | 3 - 0 | Costa Rica | 25-21, 25-22, 25-18 |

#### Finale 5º posto
| 23 luglio 2022 Cox Business Convention Center, Tulsa Durata: 1h:17 - Spettatori: 85 | Messico | 3 - 0 | Canada | 25-23, 25-17, 25-18 |

## Classifica finale
| Pos     | Squadra         | Rosa |
| ------- | --------------- | --- |
| Oro     | Stati Uniti     | Formazione: 1 Choboy, 4 Reilly, 5 Stafford, 6 Starck, 7 Murray, 11 Blyashov, 12 Bunton, 13 Hutson, 14 Jackson, 15 Mullen, 16 Spears, 19 Mendelson, CT: Morrison          |
| Argento | Brasile         | Formazione: 2 Mundo, 3 Rodrigues, 6 Lopes, 11 Maccarone, 13 Kuskowski, 14 Forlín, 16 Kuehne, 18 Christofoletti, 19 Sartori, 22 da Silva, 23 Hestmann, 25 Viana, CT: Dias |
| Bronzo  | Rep. Dominicana | Formazione: 3 Cornelio, 4 Paniagua, 6 Ramírez, 7 Alonzo, 10 Firpo, 12 Liberato, 13 Rodríguez, 17 Díaz, 18 Maleno, 19 S. Puente, 20 Reyes, 21 G. Puente, CT: Pacheco      |
| 4.      | Porto Rico      | Formazione: 1 Skerrett, 2 Cintrón, 3 Maynulet, 4 Caraballo, 5 Guibert, 6 Valentín, 7 Mieles, 8 Valencia, 12 Soto, 15 López, 19 García, 20 Suarez, CT: Rodríguez          |
| 5.      | Messico         | Formazione: 3 Padrón, 5 Solano, 6 Favela, 7 Solís, 9 Vallin, 10 Baizabal, 11 Márquez, 13 Cordero, 14 Contreras, 15 Arzate, 17 Martell, 20 Benítez, CT: Bañuelos          |
| 6.      | Canada          | Formazione: 1 Hameed, 4 Tyson, 5 De Boer, 6 Dickson, 7 Johnson, 8 Hawkins, 11 Bang, 13 Magus, 14 Guezen, 16 Kehler, 19 Hansen, 20 Piskorz, CT: Biggs                     |
| 7.      | Perù            | Formazione: 3 Aguilar, 4 Pauro, 9 Hurtado, 10 Villegas, 12 Villanueva, 14 García, 15 Zelada, 16 Távara, 17 Torres, 18 Bozzato, 20 Zevallos, 21 Silvano, CT: Lung         |
| 8.      | Costa Rica      | Formazione: 1 Vega, 2 Mata, 3 Solano, 5 R. Easy, 7 Alfaro, 8 G. Campos, 9 A. Easy, 10 Hines, 11 Zavaleta, 14 Quesada, 18 A. Campos, 21 Alcalá, CT: Richards              |

|  |  |  | Qualificate al Campionato mondiale under 19 2023 |

## Premi individuali
| Premio                 | Nome             | Squadra         |
| ---------------------- | ---------------- | --------------- |
| MVP                    | Bergen Reilly    | Stati Uniti     |
| Miglior realizzatrice  | Grace López      | Porto Rico      |
| Miglior servizio       | Ariana Rodríguez | Rep. Dominicana |
| Miglior difesa         | Alyson Villegas  | Perù            |
| Miglior ricevitrice    | Laney Choboy     | Stati Uniti     |
| Miglior palleggiatrice | Bergen Reilly    | Stati Uniti     |
| Miglior opposto        | Grace López      | Porto Rico      |
| Miglior schiacciatrice | Harper Murray    | Stati Uniti     |
| Miglior schiacciatrice | Katielle Alonzo  | Rep. Dominicana |
| Miglior centrale       | Juliana da Silva | Brasile         |
| Miglior centrale       | Selanny Puente   | Rep. Dominicana |
| Miglior libero         | Rashanny Solano  | Costa Rica      |